# Retrato de Isabel de Este
Este cartón preparatorio para un Retrato de Isabel de Este (en italiano, Ritratto di Isabella d'Este) es uno de los dibujos más conocidos del pintor italiano Leonardo da Vinci. Está realizado con tiza negra, sanguina y pastel amarillo sobre papel y mide 63 centímetros de alto y 46 cm de ancho. Se encuentra en el Cabinet des Dessins del Museo del Louvre, en París (Francia).
Fue pintado en el año 1500, en el breve paso de Leonardo por la corte de Mantua durante su huida de Milán. Estuvo en la colección Vallardi y llegó al Louvre en 1860.
Este retrato no ha tenido una gran fortuna crítica porque derivaba de un modelo heráldico, una medalla ejecutada por Gian Cristoforo Romano en el año 1498.
Se dice que la marquesa Isabel de Este no quiso posar, aunque existen varios documentos en que pedía que Leonardo le hiciera un retrato, así como correspondencia de Cecilia Gallerani en la que expresaba a Isabel su opinión de que Leonardo era mejor retratista que Giovanni Bellini.
A pesar de ello, se trata de un dibujo en el que se anticipan ciertos rasgos de la Gioconda, y en el que el modelo parece haber sido captado en el mismo momento de girar el la cabeza.
A lo largo de las líneas que forman el cuerpo de los suntuosos ropajes, son visibles los diminutos agujeros destinados a dejar pasar a la tabla el finísimo polvo de carbón que habría constituido la traza de base de la pintura.

## Versión al óleo
En 2013 se dio a conocer el descubrimiento de un óleo sobre tela realizado entre los años 1513 y 1516 atribuido a Leonardo que se correspondería con una versión posterior a color del mismo retrato a carboncillo. Las medidas del lienzo son 61 centímetros de largo y 46,5 de ancho. El retrato a color fue encontrado en el búnker de la casa de una adinerada familia suiza.